# Kmečka poroka
Kmečka poroka je žanrska slika iz leta 1567 nizozemskega in flamskega renesančnega slikarja in grafika Pietera Bruegla starejšega, enega izmed mnogih, ki prikazuje kmečko življenje. Zdaj je v  Umetnostnozgodovinskem muzeju na Dunaju. Pieter Bruegel starejši je na mnogih svojih slikah rad slikal kmete in različne vidike njihovega življenja, da so ga klicali Kmečki-Bruegel, vendar je bil intelektualec in številne njegove slike imajo simbolni pomen in tudi moralni vidik.

## Vsebina in opis
Slika je realistična predstavitev kmečke svatbe v Flandriji ob koncu 16. stoletja. V nasprotju s svojo ptičjo perspektivo v prejšnjih delih se Bruegel tukaj spusti in kaže, kaj se dogaja neposredno v nivoju oči. Za veliko mizo v velikem hlevu je živahna gneča. Gostje sedijo na trpežnih lesenih klopeh brez naslonjala in na preprostih stolih. Na slamnati steni za nevesto visi zelena krpa, na kateri je pritrjena papirnata poročna krona. Sama sedi sredi mize, spuščenih oči in sklenjenih rok. Ne sme jesti ali govoriti. Ženina ni mogoče določiti, a v skladu s takratno navado v nobenem primeru ne sedi za mizo. Mogoče je mož, ki polni poročno pivo v manjše vrčke na levem robu slike, lahko pa je tudi služabnik (skrajno desno).
Na lesenih vratih dva moška prineseta napolnjene, ravne široke krožnike. Tisti spredaj je največja figura in je oblečen v modro jakno. Poldiagonala sprednjih vrst sedečih se sooča z njim, zadnji deli predpasnika kažejo osrednjo os. Drugi nosi na klobuku leseno žlico in ga tako lahko prepoznajo kot priložnostnega delavca. Moški, ki sedi pred mizo, podaja krožnike gostom. Notar sedi v visokem naslonjaču v suknjiču s krznom. Desno od tega daje frančiškan odpuščanje štitonošcu, ki sedi pred njim s sklopljenimi rokami, medtem ko njegov pes kuka izpod mize. Glasbo priskrbita dva dudaša, od katerih eden hrepeneče gleda po obroku. V ospredju otrok liže prazno skledo. Takrat so bile žlice okrogle (današnja ovalna oblika se je pojavila šele mnogo pozneje) in noži so veljali za vsestransko orodje, enega od njih pa nosi tudi otrok v ospredju.
- Dva nosača in za njima nevesta
- Frančiškan v pogovoru s štitonošcem (desni rob)
- Obraz enega od dudašev
- Otrok v ospredju
- Podrobnosti (na sredini)
- Podrobnosti s konca mize
- Pes pod mizo

## Motiv in interpretacija
Prišel je z nevesto je flamski pregovor če nekdo ne dela, nevesta prav tako ni smela početi ničesar za mizo, niti jesti ali govoriti. Delo pa ostaja prisotno preko slamnate stene in prekrižanih snopov z grabljami. Ženin je pogrešan, ker tradicionalno ni smel biti prisoten za poročno mizo. Kmetje, ki jedo in pijejo, so morda zabavni, vendar obstaja nekaj dokazov, da je imel Bruegel resne namene. Priljubljen svetopisemski motiv je bila okrog 16. stoletja Poroka v Kani (Jn 2,1–12), med katero je Jezus vodo spremenil v vino. Na takšnih upodobitvah ni vedno videti le večerje, ampak tudi človeka, ki polni vrče - kot na Brueglovi sliki spredaj levo. Poleg tega je bilo zasmehovanje še posebej pogosto pri odtisih.

## Zgodovina
Leta 1594 je nadvojvoda Ernst v Bruslju pridobil Kmečko poroko. Kasneje se je preselil v Prago v zbirko cesarja Rudolfa II. Drugo svetovno vojno je preživela s številnimi drugimi umetniškimi predmeti v rudniku soli v Altausseeju. Potem se je oktobra 1945 vrnila na Dunaj. Danes je slika v Kunsthistorisches Museum na Dunaju, soba X, skupaj s slikami Babilonski stolp, Otroške igre in Boj med Pustom in Postom. Slika je bila ob neznanem trenutku obrezana na dnu in kasneje dopolnjena.

## Sprejem
Zaradi takšnih slik je Pieter Bruegel dobil vzdevek "Bauernbruegel" (Kmečki Bruegel). Poroko opisuje s humorjem, vendar brez arogantnosti mestnega prebivalca, temveč daje barvito sliko načina življenja podeželskega prebivalstva, kakršnega prej umetnost ni poznala.
Flamski pisatelj in slikar Karel van Mander je leta 1604 poročal o Bruegelovi metodi dela:
»Veliko je delal za poslovneža Hansa Franckena, ki je bil spoštovan in dober človek, rad se je družil z Brueghlom in ga je srečeval vsak dan. S tem Franckenom je Brueghel pogosto hodil h kmetom, na zabave in poroke. Preoblečena v kmete sta prinašala darila kot drugi, pretvarjala sta se, da pripadata nevestinemu klanu ali podeželski ekipi. Brueghel je bil navdušen nad opazovanjem kmetov, kako se prehranjujejo, pijejo, plešejo, skačejo in ljubijo, kar je znal reproducirati v barvah na zelo smešen in prijeten način ...« 
V tokijskem muzeju umetnosti Fuji je kopija, ki jo je Pieter Brueghel mlajši izdelal leta 1630 po vzoru svojega očeta.
O sliki piše angleška avtorica Wendy Beckett:
»Na poroki slavnega kmeta so opazne grobe postave, preprosti obrazi in včasih neizkušen nasmeh, a naša zabava, tako kot Brueglova, ima grenak priokus. Uboga, preprosta mlada nevesta je v svoji kratki uri patetična in če gostje zaužijejo obrok, so le skromni krožniki kaše. In redek nakit ne more skriti dejstva, da praznovanje poteka v hlevu.« 

## V popularni kulturI
Slika je bila parodirana v Asterix v Belgiji. Druga parodija je bila razglednica belgijskega nastopa na Evroviziji 1979.